# Basílica de Notre-Dame-du-Perpétuel-Secours

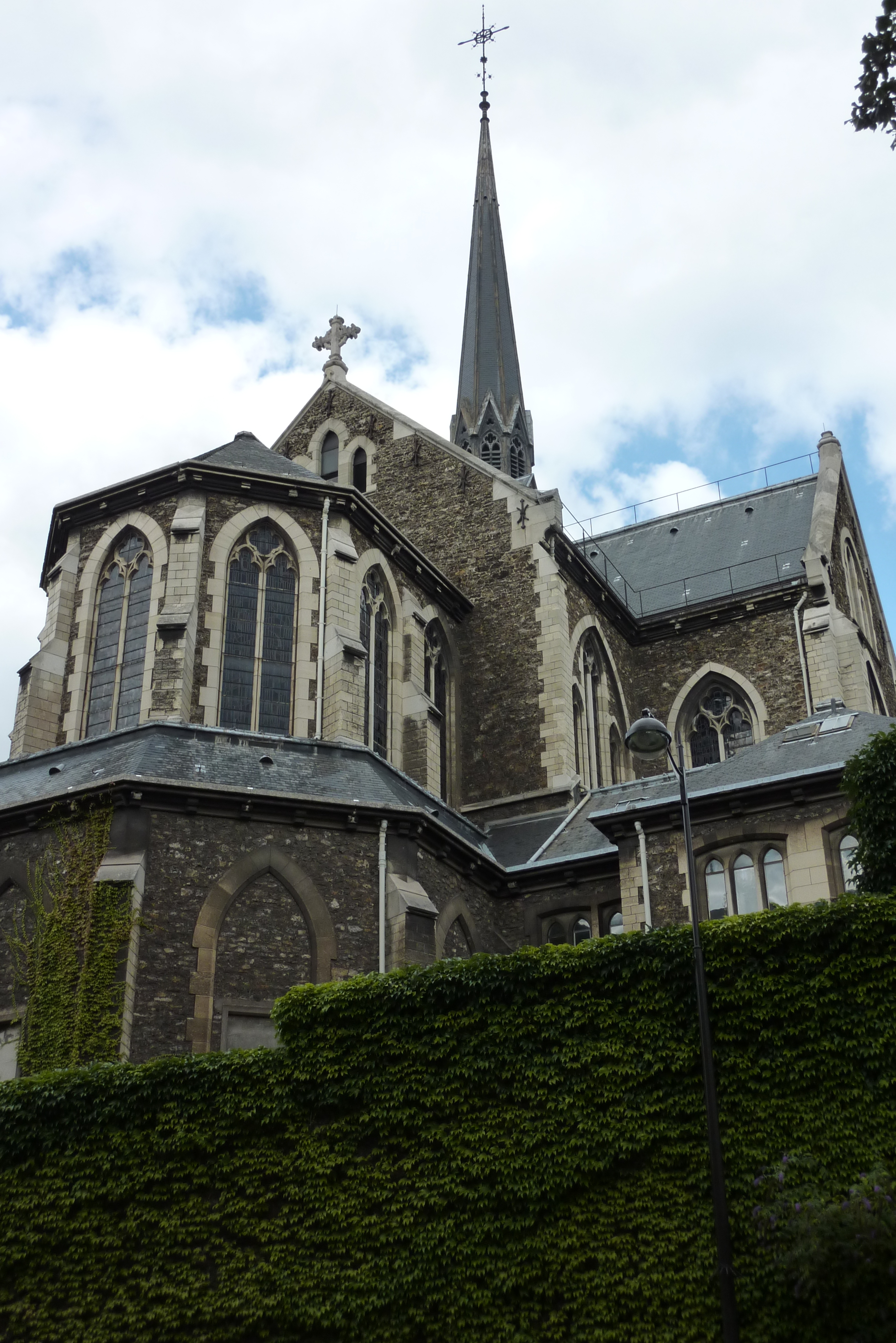
Basilique Notre-Dame-du-Perpétuel-Secours

A basílica de Notre-Dame-du-Perpétuel-Secours é uma igreja católica, uma das cinco basílicas menores de Paris, . Situada no Boulevard de Ménilmontant, no 11º arrondissement de Paris, elevada à categoria de basílica menor em 25 de junho de 1966 pelo Papa Paulo VI, afiliada à Basílica de Santa Maria Maggiore em Roma.

## Descrição
Em 1872, o Abade de Hulst mandou construir uma modesta capela às suas custas, dedicada ao Sagrado Coração e a São Hipólito. O edifício foi confiado dois anos depois, em 1874, à Congregação dos Redentoristas que instalou um ícone de Nossa Senhora do Perpétuo Socorro . Em 1898, a capela, que se encontrava apertada, deu lugar a um novo edifício de estilo neogótico, construído pelo Irmão Gérard. Tornou-se uma igreja paroquial em 1960.

Em 25 de junho de 1966 a igreja foi elevada à dignidade de "basílica menor” do Papa Paulo VI, afiliada à Basílica de Santa Maria Maior em Roma. Os Redentoristas deixaram a paróquia em 1984, que desde então era servida por padres diocesanos. Em 2007, o cemitério Père-Lachaise, bem como o Accueil Saint-Michel ( serviço diocesano de Exorcismo) foram anexados à paróquia.

La nef
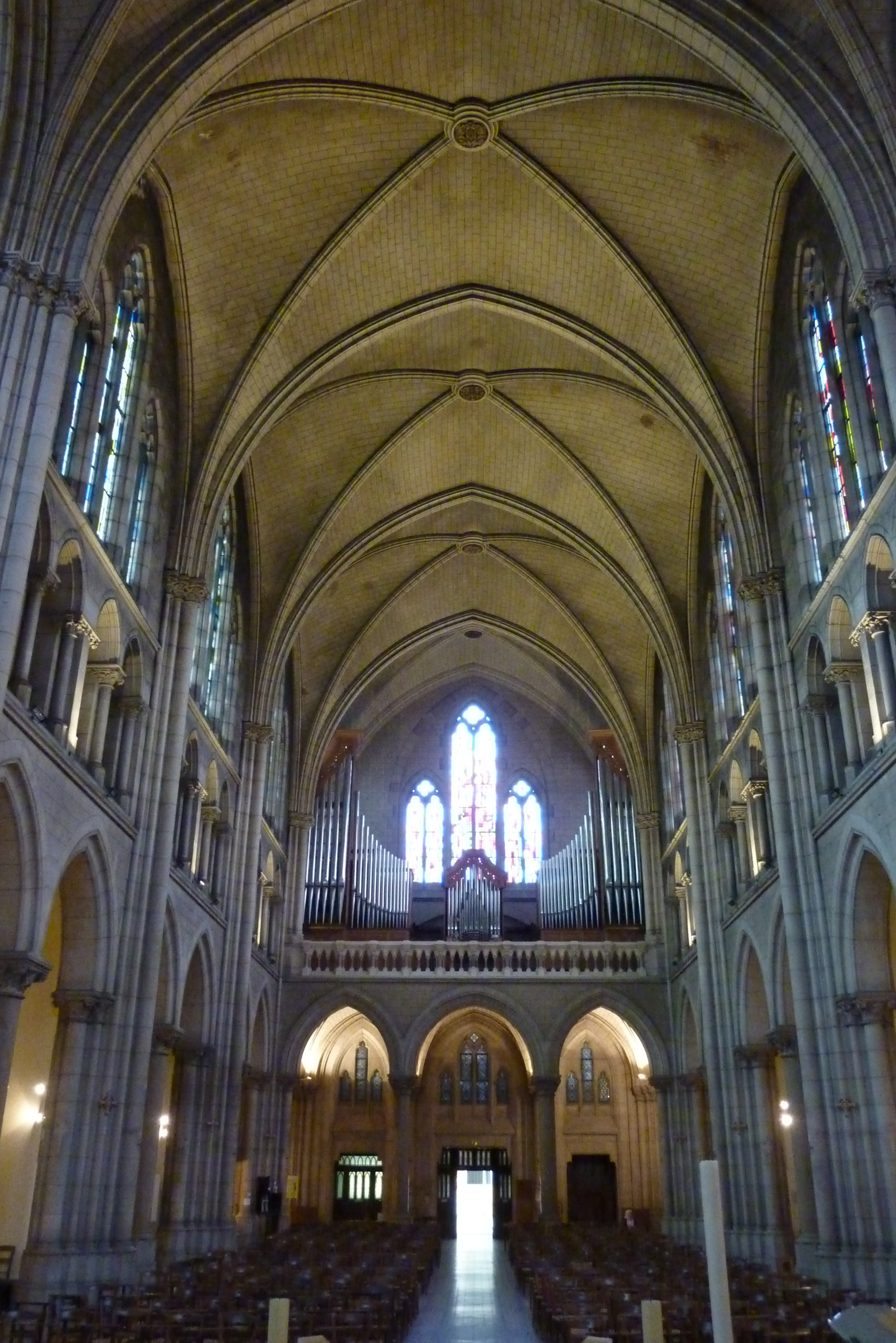
O Grande-Orgue visto da nave
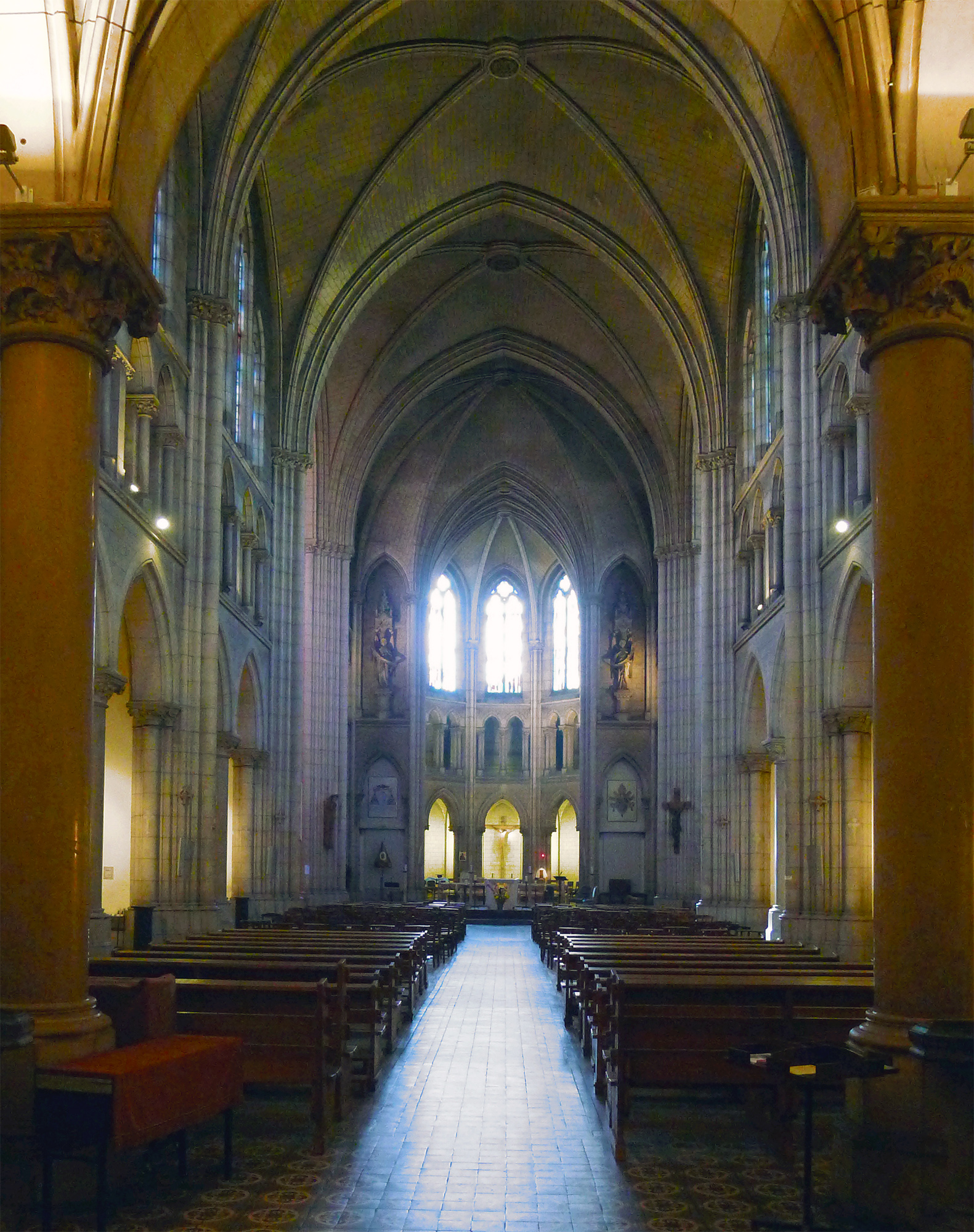
A nave em direção ao coro

## Os grandes órgãos
- 3 teclados manuais e pedais
- 62 jogos

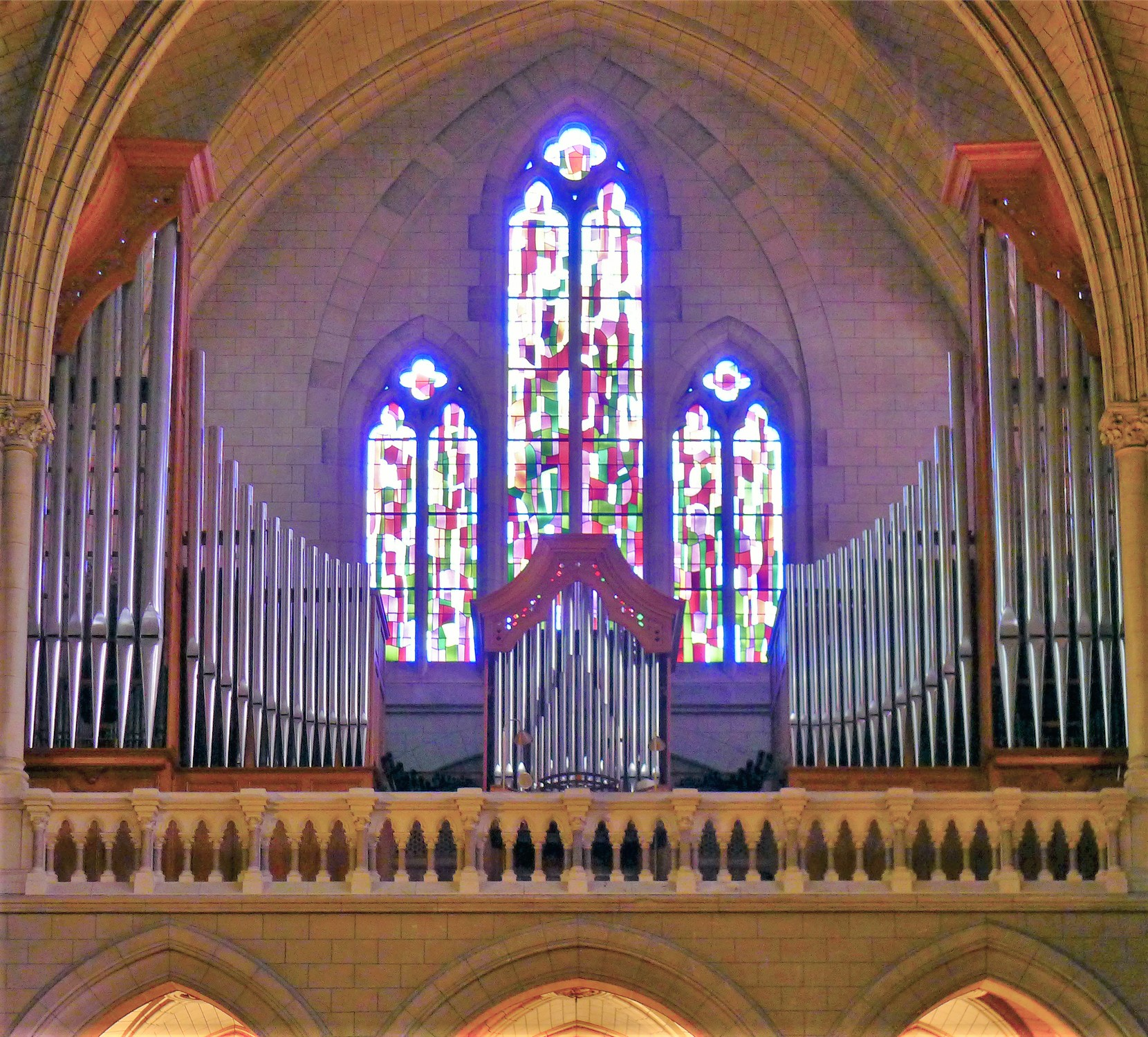
O órgão da galeria da basílica.

- Tração eletrônica de teclados e jogos

A construção deste órgão, um dos mais importantes da cidade de Paris, foi difícil. Bernard Dargassies realizou em setembro de 1994 a primeira parte da obra, ou seja, um órgão de 23 paragens sem estojo, por falta de financiamento. Este instrumento era composto por flautas de vários instrumentos parisienses depositados, como Saint-Georges, Saint-Eustache, Saint-Ferdinand e também o antigo instrumento de Notre-Dame du Perpétuel Secours. Na primavera de 1995, a cidade de Paris decidiu e financiou a implementação da construção de um aparador de carvalho maciço e tubos de 5 metros. A última edição, ainda realizada pela Manufacture Vosgienne de grandes orgues, dirigida por Bernard Dargassies, viu a instalação de um combinador eletrônico e também da tubulação positiva, previamente preparada para o console.

## Capelães, padres e reitores
- 1911-1914: Padre Juvet
- 1915-1923: Padre Aubry
- 1924-1934: A. Deplanque
- 1935-1942: Ferdinand Poyade
- 1943-1950: Gabriel Haurillon
- 1951: Augustin Gaillard
- 1952-1953: Louis Glaziou
- 1954-1960: Raymond Cocoal

- 1960-1965: Raymond Cocoal
- 1965-1966: Raymond Echavidre

- 1966-1981: Raymond Echavidre (1913)
- 1981-1984: Alphonse Chantoux (1920-1998)
- 1984-1996: Jean Louveau (1921-2018)
- 1996-2002: Bernard Douaze (1933-2002)
- 2002-2007: Antoine Baron (1956)
- 2007-2009: Franck Souron (1957)
- 2009-2018: Philippe Pignel (1967)
- Desde 2018: Manuel Teixeira (1972)

## Acesso
Este local é servido pela estação de metrô Père Lachaise. 